# Papež Hadrijan II.
Hadrijan II., papež Rimskokatoliške cerkve; * 792 Rim (Papeška država, Frankovsko kraljestvo); † 13. december 872 Rim ( Papeška država, Italija, Sveto rimsko cesarstvo). 

## Življenjepis
Po smrti papeža Nikolaja so izvolili Rimljani na papeški prestol skoraj 75-letnega Hadrijana iż slavne rimske družine Colonna, ki je dala Cerkvi že dva papeža: Štefana III.  in Sergija II. . 
Gregor IV.  ga je povišal v kardinala-duhovnika pri cerkvi sv. Marka. Bil je resen papeški kandidat že po smrti Leona IV.  (855) in Benedikta III.  (858). 

### Družinska tragedija
Hadrijan je verjetno odklonil izvolitev zato, ker sta še živeli njegova žena in hčerka. Preden je postal duhovnik, je bil namreč poročen. Z ženinim dovoljenjem je vstopil v duhovniški stan. Zadela pa ga je huda družinska nesreča. Gubbijski škof Arzenij, ki je bil sorodnik Anastazija Knjižničarja , je bil pred posvečenjem tudi poročen in je imel sina Elevterija (Eleutherius). Ta je pobegnil z omenjeno hčerko papeža Hadrijana. Ko ga je rimska oblast zaradi tega začela preganjati, je dekle skupaj z njeno materjo umoril; pobegniti pa ni več mogel, ker so ga ujeli ter obsodili na smrt. Za sodelovanje pri zločinu je bil – verjetno ne brez razloga – osumljen tudi Anastazij Knjižničar; zato je papež Hadrijan obnovil obsodbo, ki jo je izrekel proti Anastaziju že Leon IV. Knjižničar je pobegnil na cesarski dvor in se kljub pozivom ni prišel opravičit. Šele pozneje se je udeležil Četrtega carigrajskega koncila  kot član cesarskega spremstva.

### Osmi vesoljni cerkveni zbor
V Carigradu so se zgodile velike politične spremembe. Zarotniki so septembra 867 umorili razuzdanega cesarja Mihaela Pijanca ter posadili na cesarski prestol mladoletnega Bazilija Makedonca. Ta je odvzel prigrabljeno čast patriarhu Fotiju, ga zaprl v samostan in osvobodil iz ječe ter vrnil na patriarški sedež Ignacija. Naslednje leto je poslal poslanstvo v Rim, da bi o tem obvestili papeža. Ker je medtem bil že mrtev, je Nikolajev naslednik Hadrijan II. poslance naklonjeno sprejel, pregledal njihove listine in že junija 869 sklical sinodo pri svetem Petru v Rimu. Tu so potrdili sklepe njegovega prednika, obsodili sklepe carigrajske sinode, ki jo je vodil 867 Fotij, vse njegove spise sežgali in njega samega ponovno izobčili.

Papež je takoj poslal tri odposlance, da naj v Carigradu objavijo rimske sklepe in obsodijo soudeležence pri razkolu. |Ostijski škof Donat (Donatus), nepijski škof Štefan ter diakon Marin (Marinus) so ponesli papeževo pismo, kjer poziva cesarja, naj v Carigradu čim prej skliče vesoljni cerkveni zbor, na katerem naj sodelujejo le tisti škofje, ki bodo podpisali papežev obrazec zedinjenja (libellus satisfactionis). 
Cesar Bazilij (867-886) je sklical koncil|, ki je obnovil pretrgano cerkveno edinost, potrdil dovoljenost in primernost češčenja svetih podob, kakor tudi zamenjavo na carigrajskem patriarškem sedežu. Tako se je Ignacij zopet vrnil na patriarški sedež, kjer je ostal vse do svoje smrti 877.

### Slovansko bogoslužje
V cerkvi Marije Snežne je o Božiču 867 Hadrijan II. z vsemi častmi sprejel solunska brata Cirila in Metoda ter slovesno potrdil bogoslužne knjige v slovanskem jeziku.
Žitje Konstantina o tem dogodku v 17. poglavju poroča, da je papež sprejel slovenske knjige, jih posvetil in položil (na oltar) v cerkvi svete Marije, ki se imenuje Fatne (Jaslice); in peli so nad njimi sveto liturgijo."

## Smrt
Papež Hadrijan II. je umrl 13. decembra 872 v Rimu. 
 
Pokopan je v Baziliki svetega Petra v Vatikanu.